# Cenne-Monestiés
Cenne-Monestiés è un comune francese di 347 abitanti situato nel dipartimento dell'Aude, nella regione dell'Occitania.

## Società

### Evoluzione demografica
Abitanti censiti